# P.A.
『P.A.』（プライベート・アクトレス）は、赤石路代による日本の漫画作品。『プチコミック』（小学館）にて1991年4月号から1999年2月号まで連載された。赤石の代表作のひとつで、人気がある作品。お嬢さま高校に通う女子高生の小早川志緒が、天才的な演技力を生かしいろいろな人物を演じる「プライベートアクトレス」という仕事を行う物語。単行本はフラワーコミックスより全8巻+特別編全1巻。

## 年表
1991年に連載開始。
1998年に榎本加奈子の主演でドラマ化。同年、野原広子によりノベライズされている。同年11月より文庫版が小学館コミック文庫より全4巻が刊行。1999年に完結。
2005年、特別編の文庫も刊行される。文庫には単行本未収録作品「BY PLAYER」が収められている。
2010年5月、『プチコミック』6月号に同誌の名作の第1話が収録された別冊が付属。収録作品7作に本作が選ばれ、執筆当時を作者が語る「この作品を描いたころの私、Play Back☆」で、赤石が本作を描いていたころについて振り返っている。
2017年3月、『プチコミック』4月号に新たなエピソードを発表。
2021年2月に『ミステリーボニータ』（秋田書店）3月特大号より、羽村知臣と小早川志緒の息子・羽村将臣が登場する新世代編『P.As.』（プライベート・アクターズ）の連載が開始。

## あらすじ
女子高生・小早川志緒は、学校には内緒でアルバイトを行っていた。そのアルバイトとは「P.A.（プライベート・アクトレス）」、依頼者と契約を結んで依頼者の要望に応じた『役』（愛人整理のための恋人役や結婚式の友人役など）を演じるというもの。数多いP.A.の中でも、志緒は本物と錯覚させるほどの優れた演技力を持っていたが、大女優・永沢さゆりの隠し子であることから、女優にならず現実世界で演じることを選んでいた。
P.A.の仕事を通じて志緒は、様々な人と出会い、依頼の背景にある様々な愛憎劇を垣間見る。
基本的に一話完結で、P.A.はサブタイトルには有名人の名前が入っている。P.As.は映画タイトルのもじりとなっている

### P.As.のあらすじ
無国籍者の冬羽は男の娘の毬谷と共に癌に冒された元水商売の女性の元に居候していた。かつて、女性は妻子ある男性と関係をもったが子供ができたことを知った男性は手切れ金を渡して別れていた。女性の治療費を確保するために、冬羽は亡くなった女性の娘になりすまし父親の男を訪れる。
冬羽が治療費相当の金額を得たところを目撃した羽村将臣は、冬羽を自分が立ち上げたP.A.事務所にスカウトする。

## 登場人物
小早川志緒
主人公（ヒロイン）。大女優・永沢さゆりの一人娘だが、世間にその事実を知られないようにするため別居しており一人暮らし。
通常は高校生として生活しながら、芸能プロダクション・日青プロに所属し、通常のエキストラ業務などをこなしつつ、依頼人の求めに応じて様々なP.A.を演じる。P.A.の依頼内容によっては、年齢を偽装し中学校に潜入したりもする。
原作の終盤では羽村、両親の説得、十文字との演技対決を経て本格的に女優デビュー。デビュー後数年で若手実力派女優としての評価を確立し、アカデミー賞にもノミネートされるまでに成長した。
知臣との息子・将臣を産んだ。
永沢さゆり
日本を代表する大女優。モデルは吉永小百合。
かつて緒方正和と付き合っていた際に妊娠し志緒を産むが、志緒の存在を世間一般はもちろんのこと緒方にもひた隠しにしていた。
原作では、フィンランドでの映画ロケの最中に、撮影のため乗船していた豪華客船が沈没する事故に巻き込まれる。何とか一命は取り留めたものの、顔の左半分にケロイド状の傷が残る重傷を負ってしまったため、女優復帰は困難として引退を発表した。ただ本人や周囲の人間は、整形外科の世界的権威の診断を仰ぐなど、女優復帰の道を模索している。
緒方正和
日本を代表する俳優の一人。既婚者で妻と息子がいるが、既に結婚していたにもかかわらずさゆりと不倫していた過去を持つ。
原作では息子の京介が「母を精神錯乱寸前まで追い込んだ父への復讐」として志緒をP.A.として雇ったことで、志緒との面識を持つ。この際はあくまでP.A.として「緒方正和と永沢さゆりの娘」を演じた志緒だったが、後にさゆりがフィンランドで事故に巻き込まれた際に、志緒が本当に二人の間の子供であることを悟る。そのため最終的には妻と離婚した上でさゆりと再婚し、志緒が二人の間の娘であることも公表した。
羽村知臣
志緒の彼氏。当初は別の芸能プロダクションに所属するP.A.として登場したが、間もなく志緒と同棲を始める。
実は大財閥・羽村コンツェルンの総帥が愛人に生ませた末っ子。原作後半ではその父親が亡くなり、知臣が遺言で後継者として指名されてしまったため、志緒の元を離れコンツェルンの経営を引き継ぐことになる。総帥が亡くなった直後に一時経営が傾きかけたコンツェルンを見事に立て直し、経営者としても一目置かれる存在となった。
十文字花菜（両堂沙都香）
初回登場時は、とある全寮制の女子校に通う中学生。その学校で謎の死亡事故が相次ぎ、その被害者の一人（花菜の同級生）の両親が、事件の真相を探るべく志緒にP.A.として学校への潜入を依頼したことから知り合う。
潜入調査の結果、実はそれらの死亡事故の被害者は全て花菜との間で何らかの問題を起こした人間で、事故に見せかけて花菜とその仲間によって殺されていたことが判明。事件の真相が明るみにでた結果、花菜は警察に連行され、問題は解決したかに見えた。
しかしその数年後、花菜は整形手術で容貌を一変させ、「両堂沙都香」と名前も変えた上で、今度は女優として再び志緒の前に現れる。志緒は女優として演技での戦いを見せる一方で、沙都香サイドが仕掛けてくる様々なスキャンダルにも立ち向かうことになる。

## P.As.の登場人物
小早川 冬羽（こばやかわ とわ）
無国籍者の女性。18歳くらい。未婚の母親であった実母を亡くした過去がある。学校には通っていないが、県立図書館に通って書物から得た豊富な知識とするどい観察眼を持つ。
姓は無く、必要に応じてその時々で名乗っていたが、P.A.となるにあたって将臣から小早川姓の提示を受ける。
毬谷 ひづき（まりや ひづき）
男の娘。
羽村 将臣（はむら まさおみ）
小早川志緒の息子。大学生。P.A.の事務所「ブラフプロ」を立ち上げ、冬羽、毬谷をP.A.として雇う。
幼いころは天才とも言われた子役であったが、自身が天才ではないことを自覚しているのと自分より才能豊かな役者が表舞台に立てないことを知って役者からは身を引く。
森村 美架（もりむら みか）
第1話で冬羽と毬谷が居候していた部屋の持ち主。冬羽からは「ママちゃん」と呼ばれる。
娘がいたが死別。冬羽の母親とは面識がある。

## 単行本収録作品
ヴィヴィアン・リーが殺した
単行本第1巻に収録されている読み切り。
かたつむりの時間
単行本の特別編に収録されている読み切り。

## 影響
峯岸みなみは本作の主人公である「志緒の容姿や完璧さに憧れ、女優ってすごい、やってみたい」と考えた。本作から「心をこめて自分から向き合おう、寄り添おうと人と接すれば、真心は伝わる」ということを学んだという。

## 書誌情報
- 赤石路代『P.A』小学館〈フラワーコミックス〉、全8巻
  1. 1992年1月25日発売[4]、ISBN 4-09-134201-9
  2. 1992年11月26日発売[16]、ISBN 4-09-134202-7
  3. 1993年12月15日発売[17]、ISBN 4-09-134203-5
  4. 1994年7月26日発売[18]、ISBN 4-09-134204-3
  5. 1994年12月13日発売[19]、ISBN 4-09-134205-1
  6. 1995年9月26日発売[20]、ISBN 4-09-134206-X
  7. 1996年4月25日発売[21]、ISBN 4-09-134207-8
  8. 1997年3月19日発売[22]、ISBN 4-09-134208-6
- 赤石路代『P.A 特別編』小学館〈フラワーコミックス〉、1999年2月24日発売、ISBN 4-09-134209-4
- 赤石路代『P.As.』秋田書店〈ボニータコミックス〉、既刊6巻（2025年7月16日現在）
  1. 2021年10月15日発売[2][23]、ISBN 978-4-253-26541-6
  2. 2022年7月14日発売[24]、ISBN 978-4-253-26542-3
  3. 2023年4月14日発売[25]、ISBN 978-4-253-26543-0
  4. 2024年1月16日発売[26]、ISBN 978-4-253-26544-7
  5. 2024年10月16日発売[27]、ISBN 978-4-253-26545-4
  6. 2025年7月16日発売[28]、ISBN 978-4-253-26546-1

### 文庫版
- 赤石路代『P.A』小学館〈小学館コミック文庫〉、全4巻
  1. 1998年11月17日発売[9]、ISBN 4-09-191172-2
  2. 1998年11月17日発売[29]、ISBN 4-09-191173-0
  3. 1999年1月16日発売[30]、ISBN 4-09-191174-9
  4. 1999年1月16日発売[10]、ISBN 4-09-191175-7
- 赤石路代『P.A 特別編』小学館〈小学館コミック文庫〉、2005年1月15日発売[11]、ISBN 4-09-191574-4

### 廉価版
- 赤石路代『P.A』小学館〈My First Casual〉、全7巻
  1. 「シェイクスピアのたまご」2003年11月発売、ISBN 4-09-161070-6
  2. 「ナイチンゲールはどこへいった」2003年12月発売、ISBN 4-09-161073-0
  3. 「だから赤毛のアンは嫌い」2003年12月発売、ISBN 4-09-161075-7
  4. 「モナリザは微笑む」2004年1月発売、ISBN 4-09-161078-1
  5. 「吉宗とティータイム」2004年2月発売、ISBN 4-09-161081-1
  6. 「クレオパトラの瞳」2004年2月発売、ISBN 4-09-161083-8
  7. 「ルビーになりたくて」2004年3月発売、ISBN 4-09-161085-4

### 小説
- 赤石路代（原作）・野原広子（著）『P.A. 再会は水族館で』KSS出版〈KSS comic novels〉、1998年12月発行、ISBN 4-87709-311-7

## テレビドラマ
1998年10月17日から1998年12月12日に、日本テレビ系列の土曜ドラマの枠（毎週土曜日21時 - 21時54分）にて榎本加奈子の主演で放送された。
志緒の実父に関する設定が原作と異なっている。また十文字は登場しない。1999年5月21日 - 6月21日に全5巻でVHSが発売されているが、現在、DVDは発売されていない。

### キャスト
- 小早川志緒（演：榎本加奈子）
本作のヒロイン。普段は母とマンションで二人暮らしで、アルバイトとして様々な役を引き受ける。ずば抜けた演技力を持つ女子高生。
- 二階堂義孝（演：岩城滉一）
志緒が所属する派遣屋。
- 永沢さゆり（演：萬田久子）
志緒の母。大女優として活躍している。
- 江川真奈美（演：黒田福美）
- 羽村知臣（演：池内博之）
二階堂の元で志緒と一緒に働いている。
- 高村敬子（演：原千晶）
- 高円寺るい（演：加藤あい）
- 久保田亜美（演：森下涼子）
- 相田イサム（演：原田龍二）
- 早乙女もえ（演：酒井若菜）
- 十文字あや（演：槙野愛弓）
- 村上貴志（演：池田政典）
- 結城忠久（演：篠井英介）
- 笹本勇太（演：森廉）
- 田所なつき（演：野波麻帆）
- 川村雅江（演：結城しのぶ）
- 宗方ひろみ（演：喜多嶋舞）
- 宗方修造（演：勝部演之）
- 牧村杏（演：三浦理恵子）
大学病院勤務のナース。交際していた三沢の嗾しで病院から薬品などを盗み出し、彼に渡していた。対立した志緒に本心を打ち明けた直後、彼を問い詰めるがすべての罪をなすりつけられた挙げ句、口封じのために三沢に殺害されかかり負傷。入院先に訪れた志緒にすべてを打ち明ける。のちに自ら病院を退職。二階堂を通し、志緒への感謝の念と田舎への帰省を伝える。
- 木村しずか（演：ひがたともこ）
大学病院医局長の娘。三沢と婚約するが、内心では本気ではなかった様子も見られる。志緒の策略で彼の本性を知って激怒。三沢に平手打ちを食らわして去ってゆく。
- 響野鈴香（演：水川あさみ）
- 三沢竜太郎（演：高知東生）
大学病院の勤務医。女癖が悪く13人の女と交際していたが、木村との婚約を理由に志緒に新しい恋人役を依頼。次々に諦めさせようとする。実は牧村に病院のデータを盗ませて製薬会社に横流し。リベートを受け取っており、邪魔になったとして牧村を殺そうとするが、牧村から事情を聞き立腹した志緒に逆襲され悪事が露見。病院を解雇された事が新聞記事になる。
- 杉浦正人（演：大竹まこと）
- 杉浦遊人（演：天本英世）
- 千堂一馬（演：マイク真木）
- 町田環（演：角替和枝）
- 町田正春（演：デビット伊東）
- 大地瑠璃子（演：かとうかず子）
- 青木亘（演：羽場裕一）
- 森真紀子（演：森公美子）
- 香坂みさき（演：鰐淵晴子）
- 権藤徹　(演：加藤久仁彦)
- オープニングナレーション：赤坂泰彦

### スタッフ
- チーフプロデューサー：重松修[6]
- プロデューサー：田中芳樹[6]
- 原作：赤石路代[6]
- 脚本：野依美幸[6]
- 演出：佐藤東弥[6]、金田和樹[31]、萩野哲弘[31]
- 音楽：小室哲哉[6]
- 主題歌：globe「Perfume of love」[31]
- 制作協力：5年D組
- 製作著作：日本テレビ

### 受賞歴
- 第19回ザテレビジョンドラマアカデミー賞
  - ザテレビジョン特別賞

### 放送日程
| 各話                                          | 放送日         | サブタイトル               | 演出     | 視聴率 |
| --------------------------------------------- | -------------- | -------------------------- | -------- | ------ |
| P.A.1                                         | 1998年10月17日 | 制服を脱いだ17才           | 佐藤東弥 | 18.7%  |
| P.A.2                                         | 1998年10月24日 | 復讐はナース姿で!!         | 佐藤東弥 | 16.2%  |
| P.A.3                                         | 1998年10月31日 | 生存率50%の勇気!           | 金田和樹 | 14.6%  |
| P.A.4                                         | 1998年11月7日  | 百万円で売られた娘         | 金田和樹 | 14.1%  |
| P.A.5                                         | 1998年11月14日 | チャイナドレス作戦         | 佐藤東弥 | 17.3%  |
| P.A.6                                         | 1998年11月21日 | 幻の秘技!紅一文字          | 荻野哲弘 | 15.5%  |
| P.A.7                                         | 1998年11月28日 | 成功率0%命がけのバレリーナ | 荻野哲弘 | 14.1%  |
| P.A.8                                         | 1998年12月5日  | 純愛のフルマラソン         | 荻野哲弘 | 14.7%  |
| P.A.9                                         | 1998年12月12日 | 最終回!!No.1の女優は私よ!  | 佐藤東弥 | 16.3%  |
| 平均視聴率 15.7% （ビデオリサーチ、関東地区） |                |                            |          |        |

### サウンドトラック
「PRIVATE ACTRESS ORIGINAL SOUNDTRACK」（プライベート・アクトレス オリジナル・サウンドトラック）のタイトルで、1998年11月18日にサウンドトラックが発売された。

#### 収録曲
| #         | タイトル                                          | 作詞          | 作曲      | 編曲      | 時間  |
| --------- | ------------------------------------------------- | ------------- | --------- | --------- | ----- |
| 1.        | 「fear complex」                                  |               | 松本零士  | 松本零士  | 1:02  |
| 2.        | 「Perfume of love (P.A. VERSION)」                | 小室哲哉 MARC | 小室哲哉  | 小室哲哉  | 2:28  |
| 3.        | 「ENHANCER」                                      |               | 木村建    | 木村建    | 4:20  |
| 4.        | 「dec./inc.」                                     |               | 松本零士  | 松本零士  | 2:33  |
| 5.        | 「YOURS EVER」                                    |               | 木村建    | 木村建    | 4:49  |
| 6.        | 「shiny day」                                     |               | 中野周一  | No!Galers | 2:57  |
| 7.        | 「snooze」                                        |               | 松本零士  | 松本零士  | 2:44  |
| 8.        | 「VIPER」                                         |               | 木村建    | 木村建    | 1:42  |
| 9.        | 「The Theme of Private Actress (GUITAR VERSION)」 |               | 小室哲哉  | 松尾和博  | 3:35  |
| 10.       | 「do you wanna get joy?」                         |               | 松本零士  | 松本零士  | 2:43  |
| 11.       | 「HURTLESS」                                      |               | 木村建    | 木村建    | 2:20  |
| 12.       | 「YOURS EVER (PIANO VERSION)」                    |               | 木村建    | 旭純      | 2:27  |
| 13.       | 「ORANGE MASHROOM」                               |               | 中野周一  | No!Galers | 3:06  |
| 14.       | 「UNHURT」                                        |               | 木村建    | 松本零士  | 3:22  |
| 15.       | 「AT A LOSS」                                     |               | 松本零士  | 松本零士  | 1:17  |
| 16.       | 「The Theme of Private Actress (BAND VERSION)」   |               | 小室哲哉  | No!Galers | 6:30  |
| 17.       | 「Perfume of love (WITH TK PIANO VERSION)」       |               | 小室哲哉  | 小室哲哉  | 6:25  |
| 合計時間: | 合計時間:                                         | 合計時間:     | 合計時間: | 合計時間: | 54:20 |

#### 参加ミュージシャン
- 小室哲哉 - キーボード、アコースティック・ピアノ
- 久保こーじ - キーボード
- 旭純 - アコースティック・ピアノ
- 松尾和博 - ギター
- 木村建 -  ギター
- 住吉中 - ベース
- 中野周一 - ドラムス

### 補足
1998年9月24日に放送された『秋のスーパークイズスペシャル』に出演。優勝決定バトルで、巨大水槽に潜って正解の物をとってくるという企画が行われ、チーム代表として榎本が参加した。衣装着用のまま巨大水槽に潜って正解の物を採るというルールだった。
榎本も開始と同時に真っ先に向かい、『P.A. プライベート・アクトレス』の衣装である春秋用セーラー服を着用した恰好のまま巨大水槽に潜った。最後は正解の物を手にして優勝をつかみ取った。